# 雨の物語
「雨の物語」（あめのものがたり）は、イルカの楽曲で、ソロ歌手として6枚目のシングルである。1977年3月25日発売。30万枚を超える売り上げを記録し、イルカとしては「なごり雪」（1975年）に次ぐ2番目のヒット作である。
表題曲は、TBS『ロマンを旅する』テーマソングである。
2年後の1979年4月、作詞・作曲者の伊勢正三が自身の所属したフォークグループ、風のベスト・アルバム『Old Calendar〜古暦〜』でセルフカバーした。

## 収録曲
1. 雨の物語
  - 作詞・作曲：伊勢正三　編曲：石川鷹彦・木田高介
2. 我が愛犬
  - 作詞・作曲：イルカ　編曲：石川鷹彦・木田高介

## カバー
- 研ナオコ - カバー・アルバム『恋愛論』（1981年11月発売）
- 中森明菜 - カバー・アルバム『フォーク・ソング〜歌姫抒情歌』（2008年12月発売）